# Грозешть (Ясси)
Грозешть, Грозешті (рум. Grozești) — село у повіті Ясси в Румунії. Входить до складу комуни Грозешть.
Село розташоване на відстані 321 км на північний схід від Бухареста, 39 км на південний схід від Ясс.

## Населення
За даними перепису населення 2002 року у селі проживали 1243 особи, усі — румуни. Усі жителі села рідною мовою назвали румунську.